# Moviment Regió Savoia
El Moviment Regió Savoia (en francès Mouvement Région Savoie - MRS) és un moviment polític regionalista francès, creat a  Savoia, que reclama la creació d'una regió francesa. Fou creat el 1972 per l'anarquista Max Molliet, fruit de la fusió del Cercle de l'Annonciade i del Club dels Savoians de Savoia, canvià de direcció política el 1999 amb l'elecció de Benoît Bro com a president. També canvià d'estratègia fent una aliança provisional amb la Lliga Savoiana. És membre de l'Aliança Lliure Europea, i dona suport als Verds Francesos al Parlament Europeu.

## Història

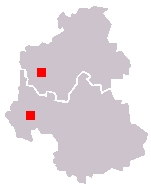
El MRS proposa unificar els dos departaments savoians per a crear una regió

El 5 de juliol de 1972 a Bonneville, el congrés de l'Associació d'alcaldes, adjunts i consellers generals de l'Alta Savoia reuneix 430 personalitats locals, 410 d'elles es pronuncien a favor de la creació d'una regió savoiana. L'hivern de 1972 fan una campanya a favor amb la recollida de 187.000 signatures i el 1973 s'edita Livre Blanc et Rouge, Pour une Région Savoie. Intenten crear grups d'opinió als Consells generals de Savoia i el 1995 esdevé grup fundador de Regions i Pobles Solidaris, moviment polític identitari, humanista i federalista.

## Participació electoral
- Europees de 1992
- Legislatives de 2007 amb la Lliga Savoiana i 2002 envien 8 candidats amb RPS i LS (2,1%)
- Regionals de 1986 obtenen 4% dels vots a Savoia Nord i 6% a Savoia Sud.